# Посёлок совхоза «Шатовский»
Посёлок 2-го участка совхоза «Шатовский» — посёлок  в Арзамасском районе Нижегородской области Российской Федерации. В рамках организации местного (муниципального) самоуправления входит в состав городского округа город Арзамас.

## География
Местность относится к лесостепной части:20, в орогидрографическом отношении относится к западной
части Приволжской возвышенности и представляет собой приподнятую равнину,
расчленённую системами рек, относящихся к бассейну р.р. Оки и Волги:25.
Климат, как и во всем районе, умеренно-континентальный:20.

## История
Возник как селение при 2-м участке совхоза «Шатовский».
До 1 января 2023 года входила в упразднённый Шатовский сельсовет.

## Население
| 2002 | 2010 |
| ---- | ---- |
| 5    | ↘0   |